# Basil von Repta

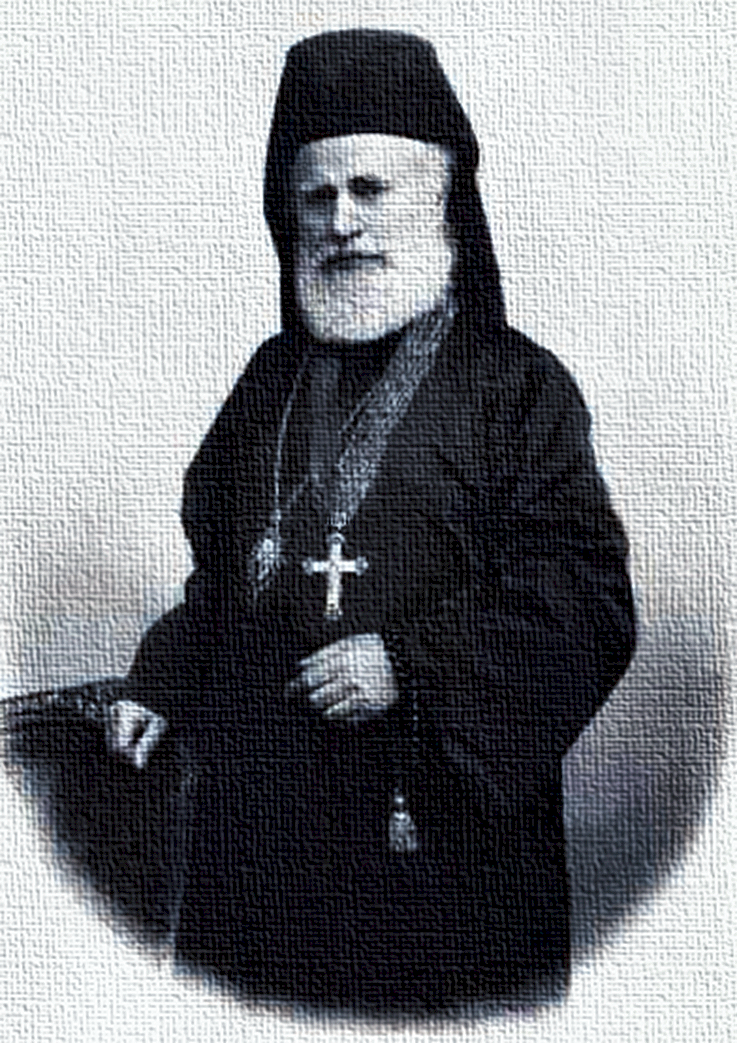
Metropolit Dr. Wladimir Ritter von Repta

Basil Wladimir Ritter von Repta (* 6. Januar 1842 in Moldauisch Banilla; † 24. April 1926 in Czernowitz) war ein Theologe der Griechisch-Orthodoxen Kirche. Als Hochschullehrer und Abgeordneter prägte er über Jahrzehnte das geistige und politische Leben im „fernen Osten“ Österreich-Ungarns.

## Leben
Repta studierte zunächst an der Theologischen Lehranstalt in Czernowitz. Für weitere Studien ging er an die Universität Wien, die Rheinische Friedrich-Wilhelms-Universität Bonn, die Ludwig-Maximilians-Universität München und die Universität Zürich.
1873 kehrte er als Professor für Biblische Geschichte und Biblische Exegese des Neuen Testaments an das k.k. I. Staatsgymnasium Czernowitz zurück. Bei ihrer Gründung berief ihn die Franz-Josephs-Universität als o. Professor für Neues Testament. Über 20 Jahre war er Inspektor der Volksschulen im Kronland Bukowina. 1878/79, 1885/86 und 1893/94 war er Dekan der Griechisch-Orthodoxen Fakultät. 1883/84 war er Rektor der aufblühenden Vielvölkeruniversität.
1896 wurde er zum Vikar des 1873 gegründeten Erzbistums Czernowitz und 1898 zum Titularbischof von Radautz ernannt. Von 1902 bis 1924 war er Erzbischof von Czernowitz, Metropolit der Bukowina und Dalmatiens.
Von 1901 bis 1907 in den Reichsrat (Österreich) entsandt, saß Repta ab 1904 im X. Bukowiner Landtag. Mit geringem Erfolg versuchte er im Streit zwischen nationalrumänischen, ukrainischen und russophilen Orthodoxen zu vermitteln. Zur Zeit der russischen Besetzung von Czernowitz im Ersten Weltkrieg 1916 besonnen, wurde er nach der Wiedereroberung der Stadt durch Eduard von Böhm-Ermolli amtsenthoben und nach Prag verbannt. 1918 konnte er als 76-Jähriger zurückkehren. Aus Furcht vor Russland wurde am 28. November 1918 in seiner Residenz der Anschluss der Bukowina an das Königreich Rumänien erklärt. Der im Vertrag von Saint-Germain nachträglich sanktionierte Beschluss brachte auch das Ende der Franz-Josephs-Universität.

## Ehrungen

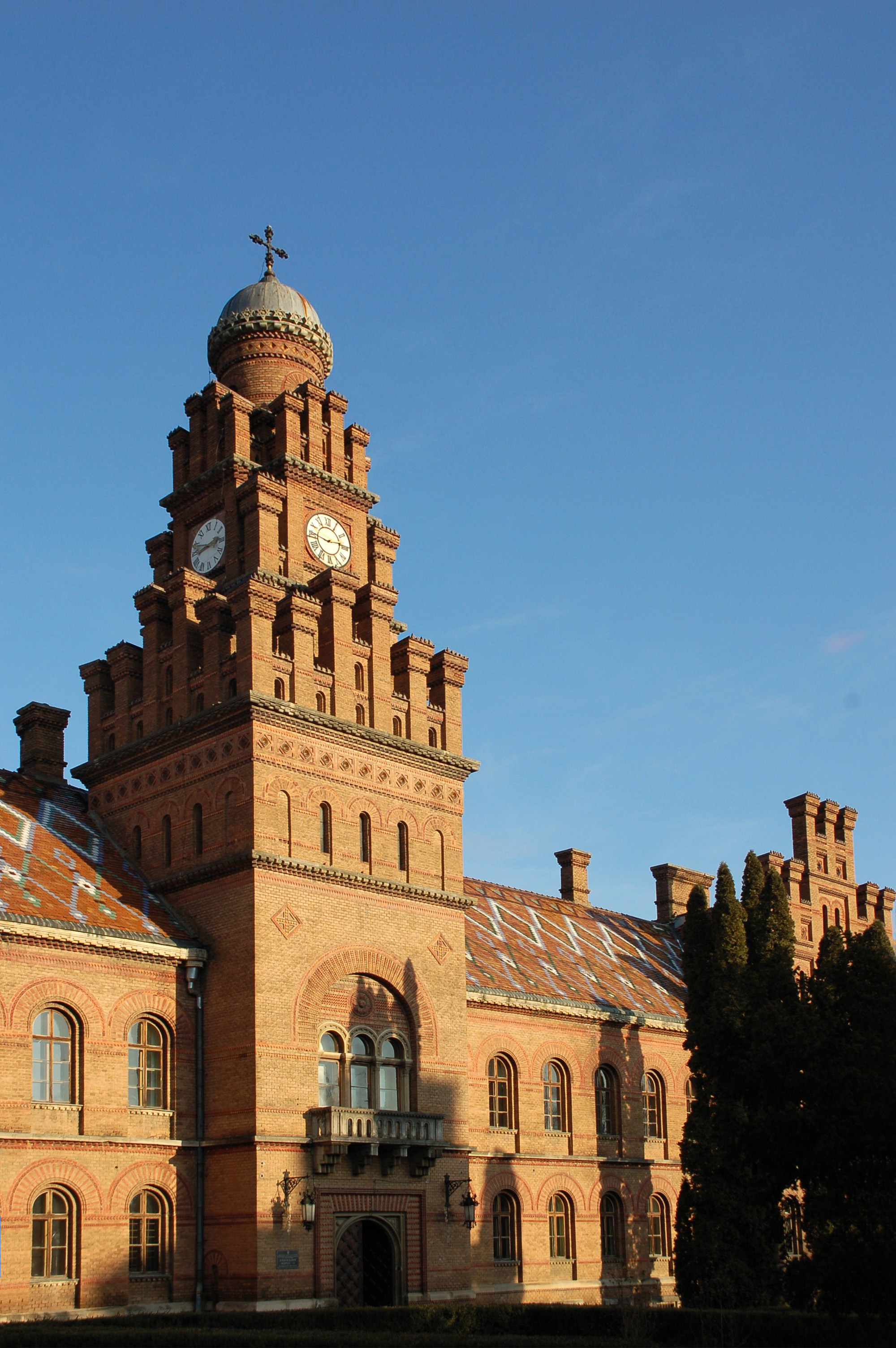
Erzbischöfliche Residenz in Czernowitz

- Ehrendoktor der Universität Czernowitz (1896)
- Mitglied des Österreichischen Herrenhauses (1903)
- Wirklicher Geheimer Rat (1908)
- Ehrenmitglied der Rumänischen Akademie
- Alterspräsident des ersten Senats von Großrumänien
- Ehrenbürger von Czernowitz
- Ehrenbürger von Radautz

## Nachlass
Zwei Briefe von Repta an Paul de Lagarde sind in der Niedersächsischen Staats- und Universitätsbibliothek Göttingen erhalten.